# Sheffield Steelers
Pour les articles homonymes, voir Steelers.
'Sheffield Steelers est un club de hockey sur glace de Sheffield en Angleterre. Le club est créé en 1991 et depuis 1995, il a remporté à sept reprises le titre de champion du Royaume-Uni. Il évolue dans le championnat du Royaume-Uni en première division, lElite Ice Hockey League.

## L'histoire
Le hockey sur glace se jouait à Sheffield en amateur mais la construction de l'arène de Sheffield a permis la création d'une équipe professionnelle.  L'arène de Sheffield a été construite pour les Jeux mondiaux des étudiants en 1991, et elle peut contenir 8 500 personnes.
Au début, la direction voulait attirer les familles et les enfants, deux groupes qui avaient l'avantage de ne pas attirés par le football. Elle donnait alors des billets gratuits aux familles par l'intermédiaire des écoles locales, pour attirer l'attention du public. Le directeur de marketing, Ronnie Wood, a déclaré : « Nous envoyions les joueurs sur les écoles. Nous avons écrit à toutes écoles dans Sheffield en disant que tous les enfants visiteraient pour voir l'arène, pour éprouver l'expérience ».
Les Steelers ont été nommés ainsi en l'honneur de l'histoire de la production d'acier dans la ville, comme l'équipe de football américain des Steelers de Pittsburgh, en Pennsylvanie. Les deux surnoms sont une coïncidence et ne pas un hommage de Sheffield à Pittsburgh.

## Trophées et honneurs

### Trophées d'équipe
- Championnat du Royaume-Uni de hockey sur glace (10)
  - Champion de la saison régulière : 1995, 1996, 2000-2001, 2002-2003

2003-2004,2008-2009
Champion des séries éliminatoires
- - 1997, 2001 et 2001-2002, 2003-2004;2008-2009

- Coupe Benson & Hedges
  - 1995, 2000
- Coupe Knockout
  - 2006
- Coupe Challenge
  - 1999, 2000, 2001, 2003

### Trophées individuels
- Joueur de l'année
  - Ed Courtenay – 1999–2000
  - David Longstaff – 2000–2001
  - Joel Laing – 2002–2003
- Entraîneur de l'année
  - Mike Blaisdell – 2000–2001, 2002–2003, 2003–2004
  - David Matsos – 2008-2009
- Meilleur pointeur britannique
  - Tony Hand – 1998–1999
- Équipes d'étoiles
  - Première équipe
    - 1994–1995 – Martin McKay
    - 1995–1996 – Wayne Cowley, Tony Hand et Ken Priestlay
    - 1997-1998 – Ed Courtenay
    - 1998–1999 – Ed Courtenay
    - 1999–2000 – Ed Courtenay
    - 2000–2001 – Shayne McCosh et David Longstaff
    - 2002–2003 – Joel Laing, Marc Laniel
    - 2003–2004 – Dion Darling, Kevin Bolibruck et Mark Dutiaume
    - 2006–2007 – Dan Tessier

- Seconde équipe
  - 1999–2000 – Shayne McCosh et Teeder Wynne
  - 2000–2001 – Adam Smith
  - 2001–2002 – Scott Allison
  - 2002–2003 – Dion Darling et Rhett Gordon
  - 2003–2004 – Erik Anderson
  - 2005–2006 – Mark Dutiaume
  - 2007–2008 – Rod Sarich